# Már Vidrócki emelgeti a bankót
A Már Vidróczki emelgeti a bankót magyar népdal melyet Kodály Zoltán gyűjtött.
A népdal – „Már Vidrócki emelgeti a bankót” – elbeszélői azok, akik Vidróckit nem
annyira hús-vér emberként, inkább élő legendaként ismerik. 
24
Az első strófa allegro tempójú, és szinte végig imitációs. Nem véletlenül: a
versszak pianissimo indul, mint amikor valami pletykát rebesgetnek az emberek egymás
között, s ahogy a híresztelés lábrakap, úgy viszi tovább a zenei anyagot a belépő imitáló
szólam – itt a tenor. Aztán a 3. sortól újabb szakasz – újabb, immár háromfázisú (szoprántenor-alt)
imitáció („Elvezeti…”): megintcsak a fojtott beszélgetés. A versszak utolsó másfél
ütemét leszámítva csak a fölső három szólam énekel, az utolsó másfél ütemben kapcsolódik
be a bariton, az utolsóban a basszus. Ha a jelenetet egy falusi kocsmába képzeljük, akkor ők
azok, akik a szomszéd asztal mellől helyeselnek. Az egész strófa jóval derűsebb hangulatú,
mint az előző rész.   

## Dallam
| Már Vidrócki emelgeti a bankót, Őszhajnalon elvezeti a csikót. Elvezeti amerre a nap lejár, Arra, tudom a gazdája sosem jár. | Hallottad-e Vidróckinak nagy hírét? Pintér Pista, hogy levágta a fejét. Pintér Pista úgy levágta egyszerre, Mindjárt leborult Vidrócki a földre. |  | A Vidróckit ki mossa ki a vérből? Azt áldja meg az Úristen az égből. Úgy száll arra az Úristen áldása, Mint az égből az eső szakadása. |